# Liste antiker Ortsnamen und geographischer Bezeichnungen/Ny
| Lateinischer Name              | Griechischer Name    | Beschreibung                                                                                   | Heute                                                                                         | Quellen und Verweise                     | Lage                 |
| ------------------------------ | -------------------- | ---------------------------------------------------------------------------------------------- | --------------------------------------------------------------------------------------------- | ---------------------------------------- | -------------------- |
| Nycbil                         |                      |                                                                                                |                                                                                               | Smith;                                   |                      |
| Nygbeni                        |                      |                                                                                                |                                                                                               | Smith;                                   |                      |
| Nymphaea                       | Νυμφαία (Nymphaia)   | Insel vor der ionischen Küste                                                                  |                                                                                               | Plinius 5,37; Smith;                     |                      |
| Nymphaeum                      | Νύμφαιον (Nymphaion) | Hafenbucht westlich vom Kap Malea auf der Peloponnes                                           |                                                                                               |                                          |                      |
| Nymphaeum                      | Νύμφαιον (Nymphaion) | Südspitze der Halbinsel Akte (Athos)                                                           | Südspitze der Athos-Halbinsel                                                                 | Smith;                                   |                      |
| Nymphaeum                      | Νύμφαιον (Nymphaion) | Ort in Illyrien, mit einem unsterblichen Feuer verbundene Orakelstätte                         | vermutlich in der Gegend von Selenica, südlich des Tals der Vjosa in Albanien                 |                                          |                      |
| Nymphaeum                      | Νύμφαιον (Nymphaion) | Hafen von Lissus in Illyrien                                                                   | bei Lezha in Albanien                                                                         | Smith (2);                               |                      |
| Nymphaeum                      | Νύμφαιον (Nymphaion) | Stadt am europäischen Ufer des kimmerischen Bosporus, südlich von Pantikapaion                 | ca. 15 Kilometer südlich von Kertsch an der Südostküste der Krim                              | Smith (1);                               |                      |
| Nymphaeum                      | Νύμφαιον (Nymphaion) | Ort in Paphlagonien zwischen Tios und Herakleia Pontike an der Küste des Schwarzen Meeres      |                                                                                               |                                          |                      |
| Nymphaeum                      | Νύμφαιον (Nymphaion) | Ort an der Westküste von Bithynien, auf der asiatischen Seite des Bosporus                     |                                                                                               | Smith (1);                               |                      |
| Nymphaeum                      | Νύμφαιον (Nymphaion) | byzantinische Stadt bei Smyrna                                                                 | Kemalpaşa, 29 km östlich von Izmir                                                            |                                          |                      |
| Nymphaeum                      | Νύμφαιον (Nymphaion) | Ort in Lykien                                                                                  | etwa 30 km nordöstlich von Göcek in der Provinz Muğla in der Türkei                           |                                          | 36° 52′ N, 29° 11′ O |
| Nymphaeum                      | Νύμφαιον (Nymphaion) | Ort in Kilikien                                                                                |                                                                                               | Plin. 5,22; Smith (2);                   |                      |
| Nymphaeum                      | Νύμφαιον (Nymphaion) | Ort in Armenien                                                                                | etwa 5 km nördlich von Bahçesaray in der Türkei                                               |                                          |                      |
| Nymphaeum                      | Νύμφαιον (Nymphaion) | Ort auf Zypern (Nymphäum von Kafizin)                                                          | 5 km südöstlich von Nikosia                                                                   |                                          |                      |
| Nymphaeum, Balaneion Tiberinon | Νύμφαιον (Nymphaion) | Ort an der Mündung des Orontes, südlich von Seleukeia Pieria                                   |                                                                                               |                                          |                      |
| Nymphaeus                      | Νυμφαῖος (Nymphaios) | Nebenfluss des Tigris                                                                          | Batman Çayı                                                                                   | Smith;                                   |                      |
| Nymphas                        |                      |                                                                                                |                                                                                               | Smith;                                   |                      |
| Nymphasia                      |                      |                                                                                                |                                                                                               | Smith;                                   |                      |
| Nysa                           | Νύσα (Nysa)          | mythischer Geburtsort des Dionysos, zugleich Name der Ebene, von der Persephone entführt wurde |                                                                                               |                                          |                      |
| Nysa, Athymbra                 | Νύσα (Nysa)          | Stadt in Karien, am Mäander gelegen                                                            | 30 km östlich von Aydın, etwa 2 km nordwestlich des heutigen Dorfes Sultanhisar in der Türkei | Smith (1);                               |                      |
| Nysa                           | Νύσα (Nysa)          | Stadt in Pisidien am Fluss Xanthos                                                             |                                                                                               | Ptol. 5.3.7; Hierocl. p. 684; Smith (2); |                      |
| Nysa                           | Νύσα (Nysa)          | Stadt in Kappadokien                                                                           |                                                                                               | Smith (3);                               |                      |
| Nysa                           | Νύσα (Nysa)          | Dorf in Boiotien                                                                               |                                                                                               | Smith (1);                               |                      |
| Nysa                           | Νύσα (Nysa)          | Stadt in Thrakien                                                                              |                                                                                               | Smith (2);                               |                      |
| Nyssos                         |                      |                                                                                                |                                                                                               | Smith;                                   |                      |